# Robin Hood, o Trapalhão da Floresta
Robin Hood, o Trapalhão da Floresta é um filme brasileiro de 1973, dirigido por J.B. Tanko, que também assina o roteiro em parceria com Gilvan Pereira, e é estrelado pelos Trapalhões Renato Aragão e Dedé Santana.

## Produção
Robin Hood, o Trapalhão da Floresta tem duração de 80 min e foi distribuído pela UCB. A produção foi da Embrafilme, J.B.Tanko Filmes, Atlântida Cinematográfica e Jarbas Barbosa Produções Cinematográficas. A trilha sonora foi de Edino Kruger; a fotografia de Antônio Gonçalves, os desenhos de produção foram de Gilvan Pereira e a edição foi de Manoel Oliveira.
O número aproximado de espectadores que assistiram a este filme no cinema foi 2.978.767. Este filme ainda não conta com a formação tradicional do quarteto Os Trapalhões.

## Sinopse
O Robin Hood do filme dos Trapalhões e seu bando estragam os planos de um fazendeiro de nome João Climério. Ele desejava tomar para si as terras do irmão falecido e deixar a sobrinha Catarina sem nada. Durante um confronto, Robin Hood é ferido e precisa ser substituído no comando do grupo. E aí começam as divertidas confusões! Como substituto é escolhido Zé Grilo, um peão modesto e ao mesmo tempo confuso, que no final consegue desmascarar Climério e salvar a bela Catarina, pela qual nutre uma paixão. Nesta missão é auxiliado pelo companheiro Willie e também por uma varinha mágica e por uma pena protetora, fornecidas por um índio feiticeiro.

## Elenco
- Renato Aragão ... Zé Grilo / Robin Hood
- Dedé Santana ... Willie
- Monique Lafond ... Catarina Reis Leão
- Mário Cardoso (dublado por André Filho) ... Robin Hood
- Jorge Cherques ... Coronel João Climério dos Reis
- Francisco Dantas ... Tabelião
- Olívia Pineschi ... Isolda
- Milton Villar ... Guilherme
- Cosme dos Santos ... Joãozinho Barra-limpa
- Zezé Macedo ... Pianista no casamento (participação)
- Antônio Carnera ... Arriê, o índio feiticeiro
- Carvalhinho ... Frade
- Luiz Mendonça ... Dentista
- Braz Porfírio dos Santos ... Robiniano
- Kim Negro
- Paulão ... Nepomuceno dos Reis Leão
- Leovegildo Cordeiro "Radar" ... Cliente no dentista
- Raimundo Nonato ... Vice-brasileiro japonês
- Gilvan Pereira
- Kon Kazuo ... Karateca japonês
- Matsumura ... Karateca japonês
- Jun Kawaguchi ... Karateca japonês

## Recepção
Marcelo Müller em sua crítica para o Papo de Cinema disse que o filme "possui compromisso somente com a comédia ligeira, visando entreter o público, a essa altura, já familiarizado com as peripécias de Didi e de Dedé. (...) Sem um roteiro consistente, vide os saltos temporais e algumas incongruências no desenvolvimento, o filme se sustenta completamente na persona cômica de Renato Aragão, no carisma do ator/humorista que cativa pela simplicidade, ingenuidade e as sacadas rápidas. Dedé Santana também tem grandes méritos, porque desempenha exemplarmente a função de 'escada' ao companheiro mais destacado."